# Mail (Unix)
Mail ist das traditionelle Mailprogramm von Unix, das schon in dessen erster Version von AT&T enthalten war.
Es ist in den Mailutils von GNU enthalten und hat zumindest unter Debian den Dateipfad /usr/bin/mail. Die zugehörigen Postfächer liegen zumindest unter System V und FreeBSD normalerweise im Ordner oder Post Office /var/mail. Die Unix-Shell prüft üblicherweise selbsttätig das Postfach ihres Benutzers mit mail und meldet gegebenenfalls: You have mail.
Man kann einfach mail in die Befehlszeile schreiben, um das Programm zu starten. Es liest dann das Postfach seines Benutzers in den Arbeitsspeicher und zeigt die ungelesenen Mails an. Wenn es mit dem Befehl quit beendet wird, schreibt es die weder gelöschten noch gelesenen Mails zurück ins Postfach und die gelesenen an einen Ort namens mbox im Homeverzeichnis seines Benutzers. Diese Mailbox ist traditionell eine Datei, kann aber auch ein Ordner des Dateisystems sein. Das Postfach des Benutzers ist eine Datei mit demselben Namen wie er selbst.
Seine Netzwerkprotokolle zum Senden sind inzwischen veraltet, sodass zu diesem Zweck eine Pipe zu sendmail eingesetzt wird, die auch einen anderen Mail Transfer Agent meinen kann.
Die Version von GNU beherrscht mit dem Post Office Protocol (POP) und dem Internet Message Access Protocol (IMAP) auch gängige Funktionen eines Mail Retrieval Agents wie fetchmail.